# Ngữ hệ

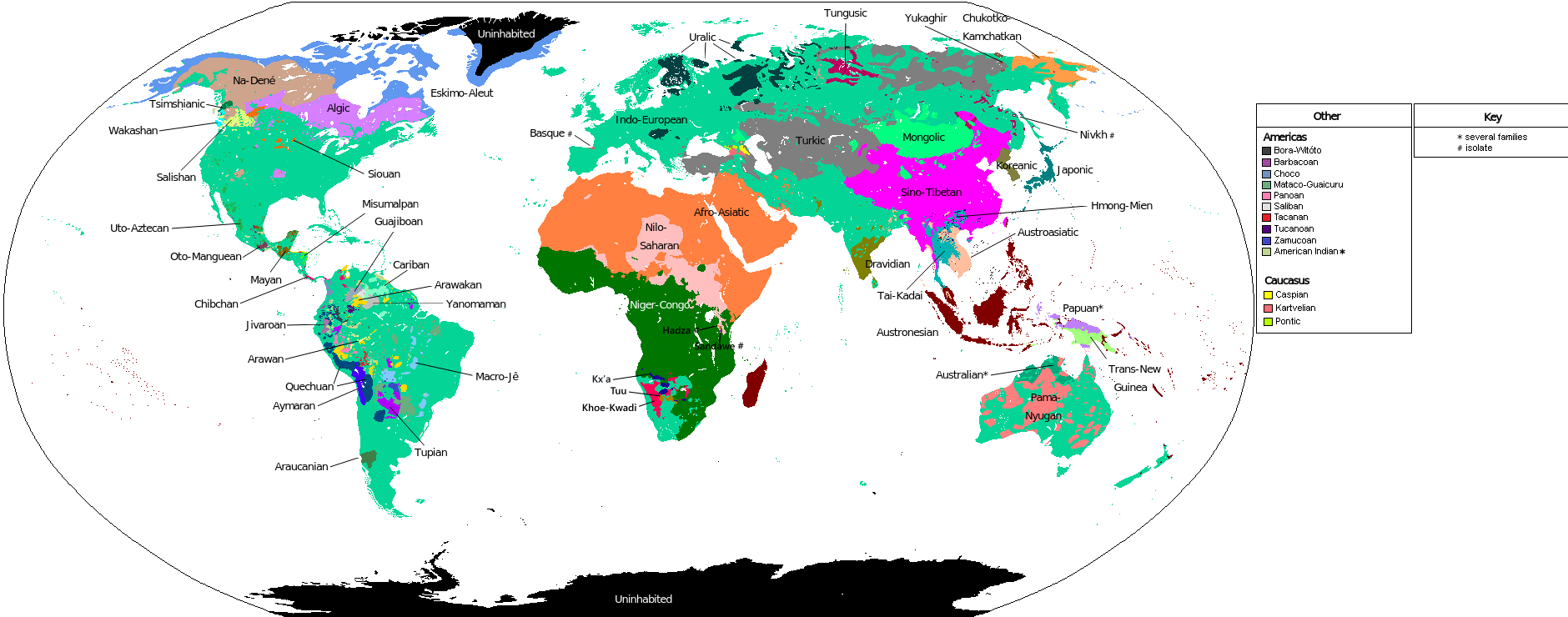
Phân bố năm 2005 của các ngữ hệ chính trên thế giới (vài trường hợp là nhóm ngôn ngữ địa lý, không dựa trên "di truyền"). Các nhánh con của các ngữ hệ được lược bỏ.
Nếu muốn chi tiết hơn, xem Distribution of languages on Earth.

Ngữ hệ hay ngữ tộc, còn gọi là họ ngôn ngữ hay nhóm ngôn ngữ, là một tập hợp các ngôn ngữ được gộp lại dựa trên quan hệ "di truyền" (ở đây đang dùng với nghĩa bóng chứ không liên quan gì đến sinh học), nghĩa là các đặc điểm được kế thừa từ một ngôn ngữ chung duy nhất gọi là ngôn ngữ nguyên thủy (proto-language) hay ngôn ngữ tổ tiên. Các ngôn ngữ phát sinh từ ngôn ngữ chung đó được các nhà ngôn ngữ học gọi là các ngôn ngữ con gái (daughter language). Sở dĩ gọi là họ ngôn ngữ bởi vì nó phản ánh mô hình cây trong nghiên cứu ngôn ngữ học lịch sử, có điểm gần giống với gia phả hoặc cây phát sinh chủng loại dùng trong sinh học tiến hóa.
Theo Ethnologue, số lượng ngôn ngữ sống của con người  trên thế giới là 7.139, phân bố ở 142 ngữ hệ khác nhau. "Ngôn ngữ sống" là những ngôn ngữ vẫn được sử dụng làm phương tiện giao tiếp chính trong một nhóm người; ngôn ngữ chết là ngôn ngữ không còn người nói; ngôn ngữ tuyệt chủng là ngôn ngữ không còn người nói và không có ngôn ngữ hậu duệ. Ngoài ra, còn một số ít các ngôn ngữ chưa được nghiên cứu chuyên sâu để được phân loại; đôi khi, còn có cả các ngôn ngữ chưa được biết đến và chỉ được nói bởi một cộng đồng biệt lập nào đó.
Sự phân loại và sắp xếp các ngôn ngữ trên các nhánh của một ngữ hệ phải dựa trên cơ sở ngành ngôn ngữ học so sánh. Các ngôn ngữ chị em là các ngôn ngữ có quan hệ "di truyền", bắt nguồn từ một tổ tiên chung. Những người nói cùng một ngữ hệ thì được gọi là một cộng đồng ngôn ngữ. Sự phân tách ngôn ngữ gốc thành các ngôn ngữ con xảy ra bởi sự tách biệt địa lý hoặc tách biệt các cộng đồng ngôn ngữ. Từ đó mà các nhánh dần dần phát triển thành các phương ngữ rồi thành các đơn vị ngôn ngữ riêng biệt. Các cá nhân thuộc các cộng đồng ngôn ngữ khác nhau có thể tiếp nhận ngôn ngữ từ một ngữ hệ khác thông qua quá trình dịch chuyển ngôn ngữ.
Các ngôn ngữ chị em bảo lưu một số đặc điểm nhất định từ tổ tiên; tức là các đặc điểm của ngôn ngữ nguyên thủy mà không do sự tình cờ hoặc sự vay mượn từ ngôn ngữ khác (còn gọi là sự hội tụ ngôn ngữ). Các nhà ngôn ngữ học phân loại nhánh/nhóm của một ngữ hệ dựa trên những đổi mới được chia sẻ; tức là các đặc điểm chung của một số ngôn ngữ nhưng không phải tất cả ngôn ngữ trong ngữ hệ. Ví dụ, ngữ tộc German được nhóm lại do chúng chia sẻ vốn từ vựng và các đặc điểm ngữ pháp giống nhau, không hiện diện ở tiếng Ấn-Âu nguyên thủy (ngôn ngữ tổ tiên của ngữ tộc German và một số ngữ tộc khác). Những đặc điểm này được gọi là những đổi mới xảy ra riêng ở tiếng Proto-German (ngôn ngữ tổ tiên của duy nhất ngữ tộc German và cũng chính là hậu duệ của tiếng Proto-Ấn-Âu).

## Cấu trúc của một ngữ hệ
Ngữ hệ có thể được chia thành các đơn vị nhỏ hơn, được gọi là các nhánh vì phương pháp sử dụng mô hình cây trong ngôn ngữ học lịch sử. Một ngữ hệ được gọi là đơn ngành khi và chỉ khi tất cả các ngôn ngữ thành viên có nguồn gốc từ một tổ tiên chung và tất cả các ngôn ngữ hậu duệ đã được chứng thực của tổ tiên đó đều được bao gồm trong ngữ hệ. (Thuật ngữ này tương đương với Nhánh trong sinh học.) Một số thuật ngữ còn được sử dụng để chỉ nhánh ngôn ngữ nhỏ hơn trong giới ngôn ngữ học Việt Nam là: ngữ chi, ngữ tộc, v.v
Một số nhà phân loại học hạn chế dùng thuật ngữ họ ngôn ngữ, nhưng vẫn chưa có quy ước về vấn đề này. Những người dùng thuật ngữ như vậy cũng chia nhỏ các nhánh thành các nhóm (groups) rồi chia tiếp thành các phức hợp (complexes). Họ cao nhất thường được gọi là ngành (phylum hoặc stock). Các nhánh càng gần nhau thì các ngôn ngữ càng có mối quan hệ gần gũi với nhau. Tức là nếu ngôn ngữ gốc tách ra làm bốn nhánh và một ngôn ngữ chị em xuất hiện ở nhánh thứ tư đó, thì hai ngôn ngữ chị em này có quan hệ mật thiết với nhau hơn là ngôn ngữ tổ tiên chung đó.
Thuật ngữ macrofamily (liên họ) hoặc superfamily (siêu họ) đôi khi cũng được áp dụng cho các nhóm ngôn ngữ được đề xuất để gộp các ngữ hệ lớn lại. Tuy vậy cũng phải nói rằng, hầu hết những siêu họ ngôn ngữ này thường không có cơ sở hay bằng chứng thuyết phục dựa trên ngôn ngữ học.

### Dãy phương ngôn
Một số ngữ hệ gần gũi, và nhiều nhánh trong các ngữ hệ lớn hơn, tạo nên một dãy phương ngữ (dialect continuum) khiến ranh giới giữa một phương ngữ và một ngôn ngữ trở nên lu mờ. Tuy nhiên, khi sự khác biệt ngôn ngữ giữa các vùng ở hai đầu cực của dãy liên tục trở nên quá lớn đến mức không còn tính thông hiểu lẫn nhau (mutual intelligibility), ví dụ: ngôi làng A hiểu tiếng nói của ngôi làng B, ngôi làng B hiểu tiếng nói của ngôi làng C, nhưng ngôi làng A lại không tài nào hiểu được tiếng nói của ngôi làng C, thì dãy liên tục không còn được coi là một ngôn ngữ đơn lẻ nữa.

### Ngôn ngữ tách biệt
Hầu hêt các ngôn ngữ trên thế giới đều thuộc một ngữ hệ lớn hay nhỏ nào đó. Những ngôn ngữ không có họ hàng (hoặc chưa được chứng minh một cách thuyết phục là thuộc về một ngữ hệ nào đó) được gọi là ngôn ngữ tách biệt/biệt lập (language isolate), về cơ bản là một ngữ hệ chỉ bao gồm một duy nhất ngôn ngữ ấy. Hiện có khoảng 129 ngôn ngữ tách biệt được biết đến. Ví dụ như tiếng Basque ở châu Âu, tiếng Purépecha ở miền tây Mexico, v.v. Tất nhiên, những ngôn ngữ này hoàn toàn có khả năng thuộc về một ngữ hệ lớn hơn, nhưng do thời gian phân tách đã từ rất xa xưa nên chúng không còn để lại dấu vết nào; do vậy, những ngôn ngữ này sẽ vẫn được coi là tách biệt chừng nào ta không có các bằng chứng mới.
Người ta thường hiểu lầm rằng các biệt ngữ được phân loại như vậy là do chúng ta không có đủ dữ liệu ngôn ngữ học. Điều này hoàn toàn sai, vì một ngôn ngữ biệt lập được phân loại như vậy chính là do ta đã biết quá đủ về ngôn ngữ đó rồi, nên mới đem đi so sánh với các ngôn ngữ khác được.
Một ngôn ngữ tạo thành một nhánh riêng trong một ngữ hệ, chẳng hạn như tiếng Albania và tiếng Armenia của ngữ hệ Ấn-Âu, đôi khi cũng được gọi là ngôn ngữ biệt lập, nhưng ý nghĩa của từ "biệt lập" trong trường hợp này hoàn toàn khác, ở đây nhằm nhấn mạnh sự tách biệt của chúng khỏi các nhánh khác trong cùng một ngữ hệ. Ngược lại, tiếng Basque là một ngôn ngữ biệt lập tuyệt đối: nó chưa được chứng minh liên quan đến bất kỳ ngôn ngữ hiện đại nào khác.

### Ngôn ngữ nguyên thủy
Một ngôn ngữ nguyên thủy, sơ ngữ (proto-language) hay ngôn ngữ mẹ là tổ tiên của tất cả các ngôn ngữ trong một ngữ hệ. Tổ tiên chung của một ngữ hệ hiếm khi được chứng thực với văn liệu hẳn hoi, vì những ngôn ngữ này được nói vào thời điểm cộng đồng nói chưa ghi chép lại hoặc không biết ghi chép. Tuy vậy, các nhà ngôn ngữ học có thể vận dụng phương pháp so sánh (so sánh nhiều ngôn ngữ với nhau để tìm ra các quy luật, điểm tương đồng rồi suy luận để tìm ra nguồn gốc chung) để phục dựng lại ngôn ngữ nguyên thủy. Phương pháp này được áp dụng lần đầu tiên bởi nhà ngôn ngữ học August Schleicher vào thế kỷ 19. Ví dụ, tổ tiên chung có thể được phục dựng của ngữ hệ Ấn-Âu được gọi là tiếng Ấn-Âu nguyên thủy v.v. Các văn liệu ghi chép thứ tiếng giả định này chưa từng tồn tại nhưng nhờ phương pháp so sánh, ta đã có thể suy đoán được hệ thống âm thanh của ngôn ngữ đã chết từ lâu này.

## Phân loại

### Các ngữ hệ lớn
Ethnologue 24 (2021) liệt kê các ngữ hệ chứa ít nhất 1% trong số 7.139 ngôn ngữ đã biết trên thế giới sau đây:
1. Niger–Congo (1.542 ngôn ngữ) (21,7%)
2. Nam Đảo (1.257 ngôn ngữ) (17,7%)
3. Liên New Guinea (482 ngôn ngữ) (6,8%)
4. Hán-Tạng (455 ngôn ngữ) (6,4%)
5. Ấn-Âu (448 ngôn ngữ) (6,3%)
6. Úc [chưa rõ] (381 ngôn ngữ) (5,4%)
7. Phi-Á (377 ngôn ngữ) (5,3%)
8. Nin-Sahara [chưa rõ] (206 ngôn ngữ) (2,9%)
9. Oto-Mangue (178 ngôn ngữ) (2,5%)
10. Nam Á (167 ngôn ngữ) (2,3%)
11. Thái–Kadai (91 ngôn ngữ) (1,3%)
12. Dravidia (86 ngôn ngữ) (1,2%)
13. Tupi (76 ngôn ngữ) (1,1%)

Glottolog 4.4 (2021) liệt kê các ngữ hệ lớn sau, gồm 8494 ngôn ngữ:
1. Đại Tây Dương–Congo (1.403 ngôn ngữ)
2. Nam Đảo (1.274 ngôn ngữ)
3. Ấn-Âu (583 ngôn ngữ)
4. Hán-Tạng (497 ngôn ngữ)
5. Phi-Á (377 ngôn ngữ)
6. Liên New Guinea hạt nhân (317 ngôn ngữ)
7. Pama–Nyungar (250 ngôn ngữ)
8. Oto-Mangue (181 ngôn ngữ)
9. Nam Á (157 ngôn ngữ)
10. Thái–Kadai (95 ngôn ngữ)
11. Dravidia (79 ngôn ngữ)
12. Arawak (77 ngôn ngữ)
13. Mande (75 ngôn ngữ)
14. Tupi (71 ngôn ngữ)

Số lượng ngôn ngữ dao động tùy thuộc vào cách phân biệt phương ngữ và ngôn ngữ; ví dụ, nhà ngôn ngữ học Lyle Campbell chỉ công nhận 27 ngôn ngữ thuộc hệ Oto-Mangue; dù rằng Campbell, Ethnologue và Glottolog không đồng quan điểm về ngôn ngữ nào được gộp vào hệ này.

### Danh sách các ngữ hệ
Dưới đây là danh sách liệt kê các ngữ hệ không phải ngôn ngữ ký hiệu:

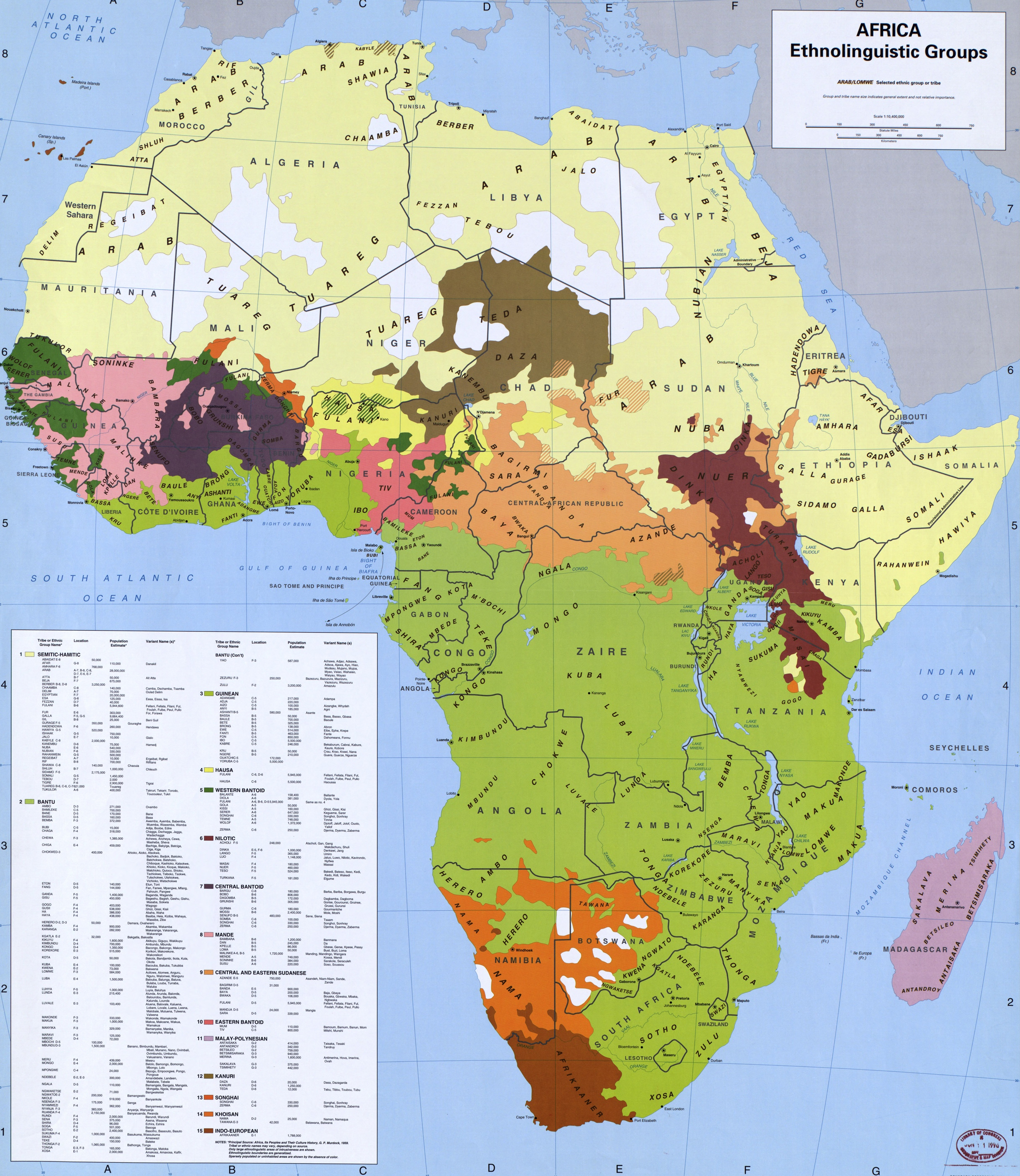
Sơ đồ phân bố ngữ hệ tại châu Phi

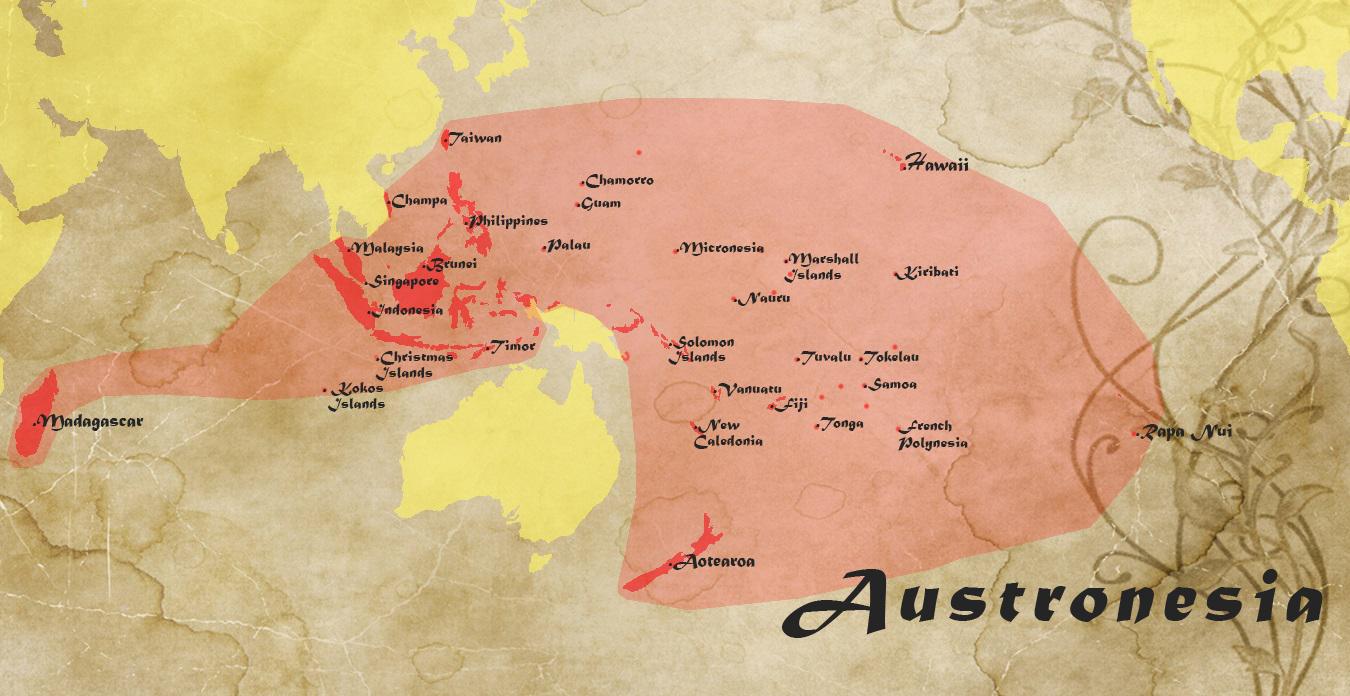
Sơ đồ phân bố ngữ hệ Nam Đảo

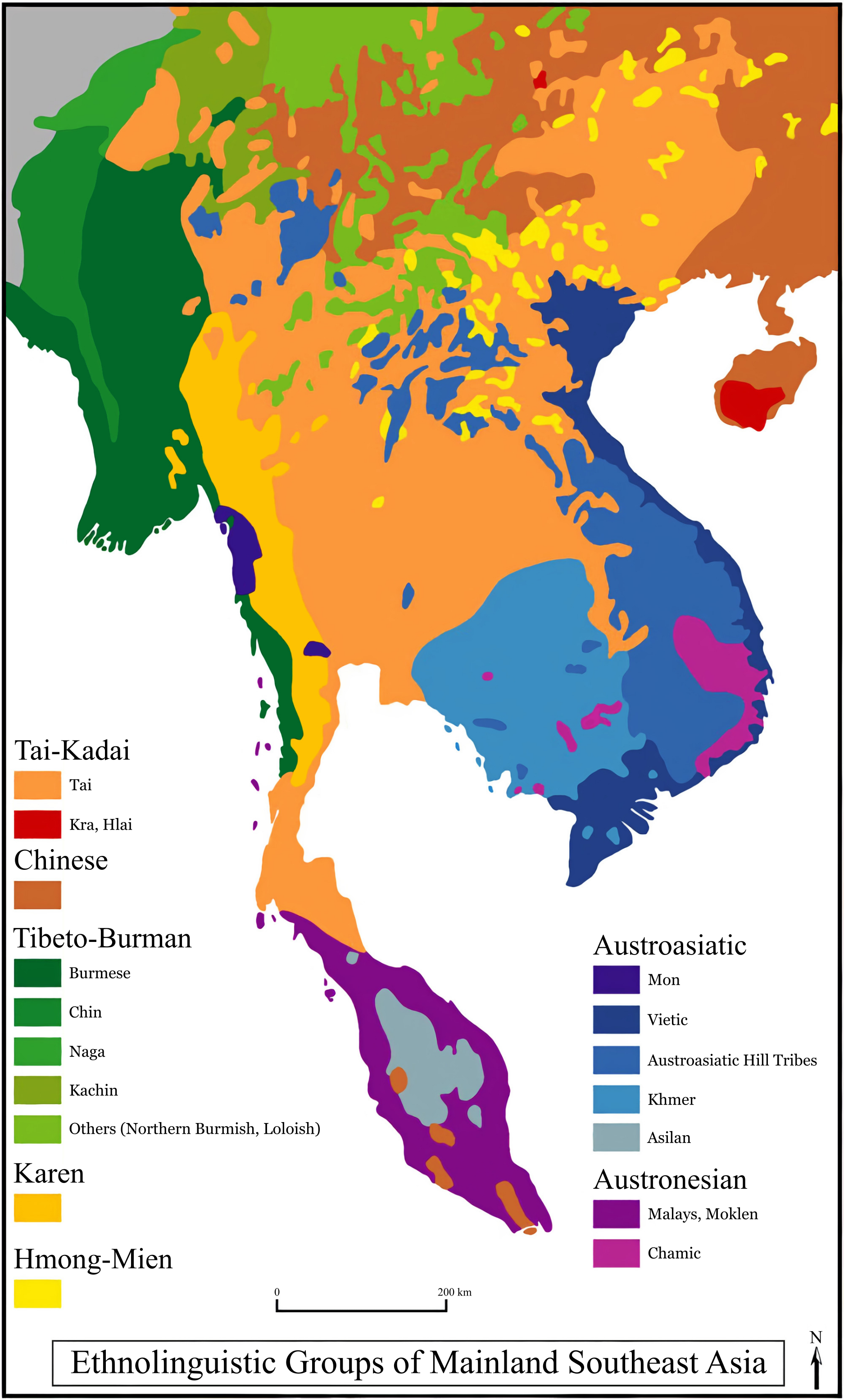
Sơ đồ phân bố ngữ hệ tại Đông Nam Á lục địa

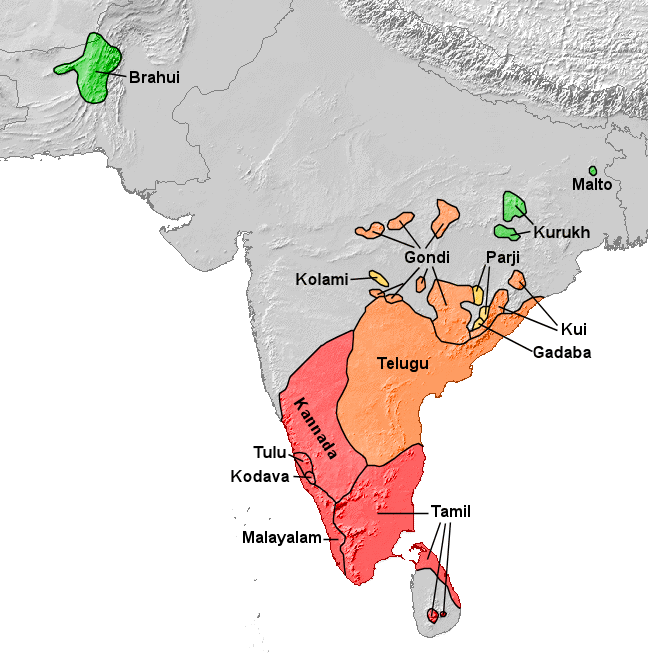
Sơ đồ phân bố các nhánh lớn của ngữ hệ Dravidia

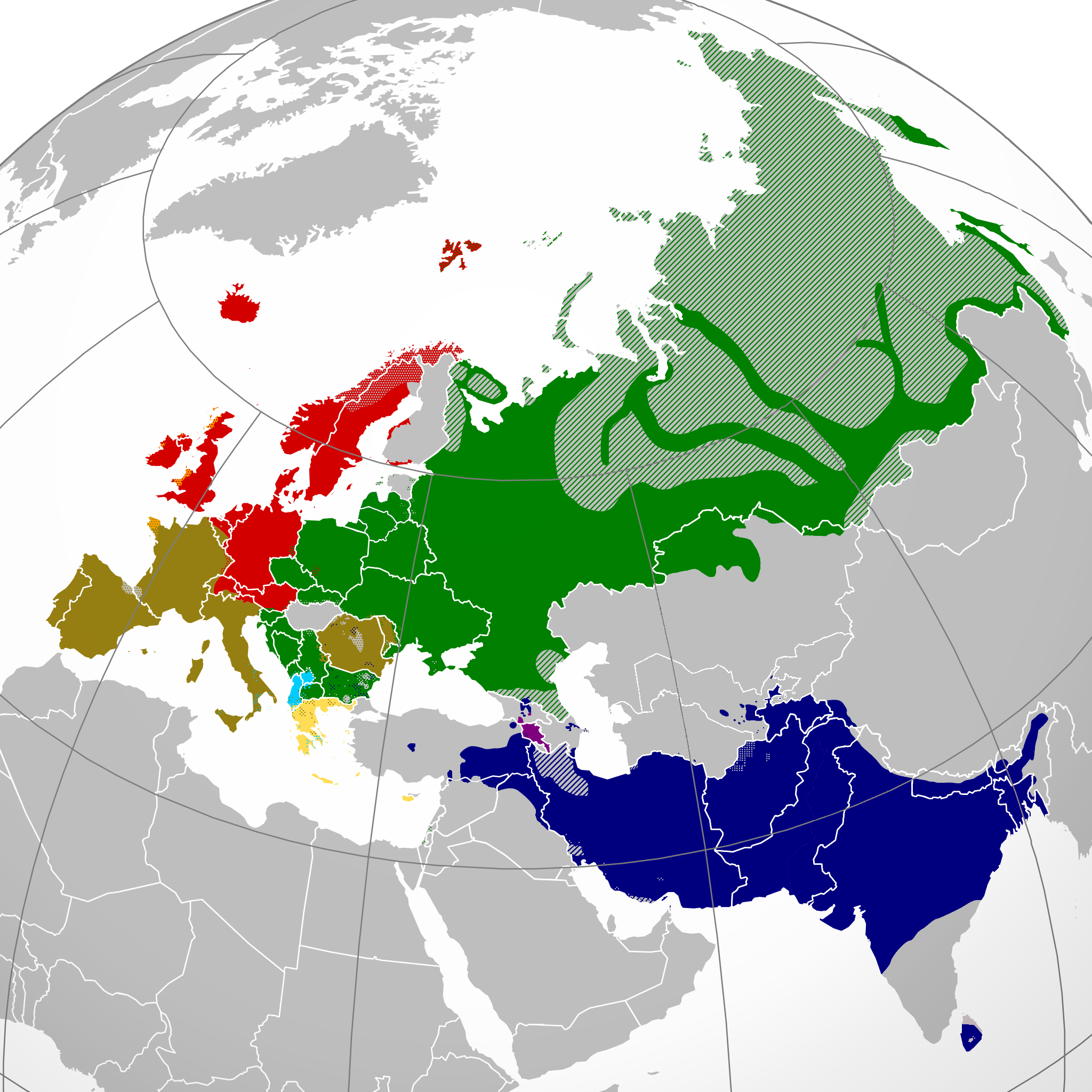
Sơ đồ phân bố các nhánh chính của hệ Ấn-Âu tại đại lục Á-Âu

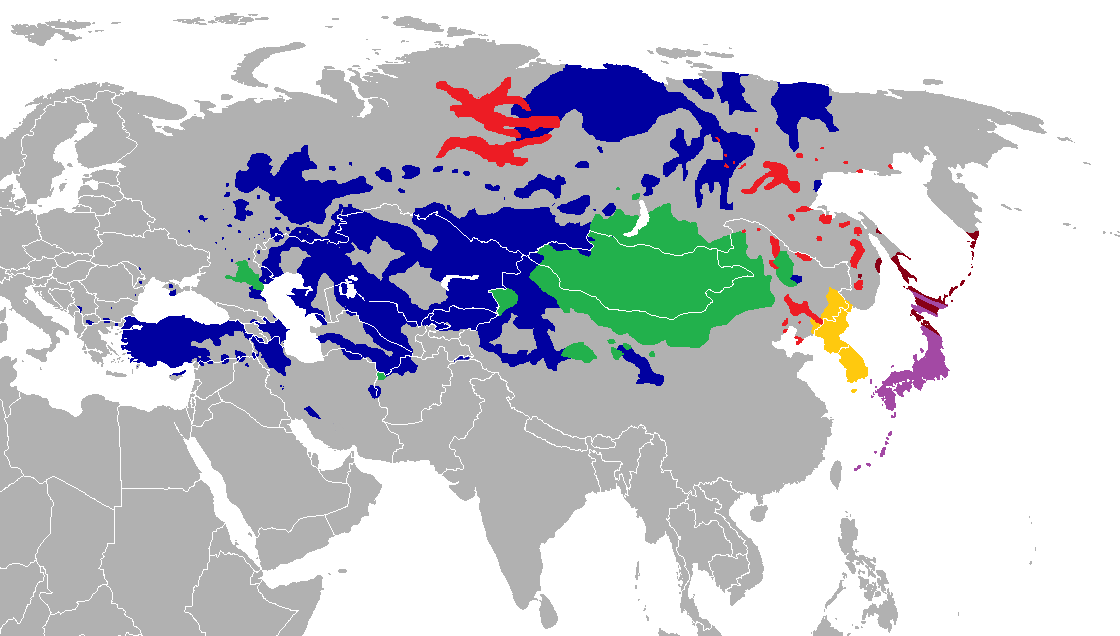
Sơ đồ phân bố các ngôn ngữ Altai tại đại lục Á-Âu

Các ngôn ngữ bản địa của Papua

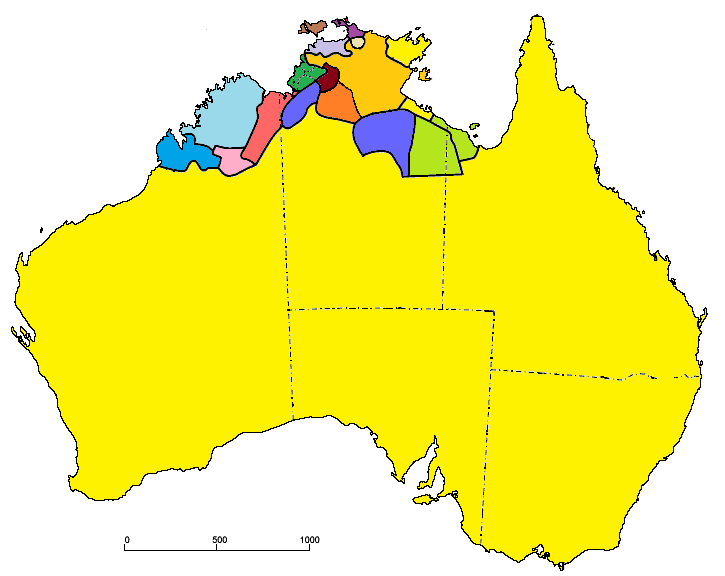
Các ngôn ngữ bản địa của Úc

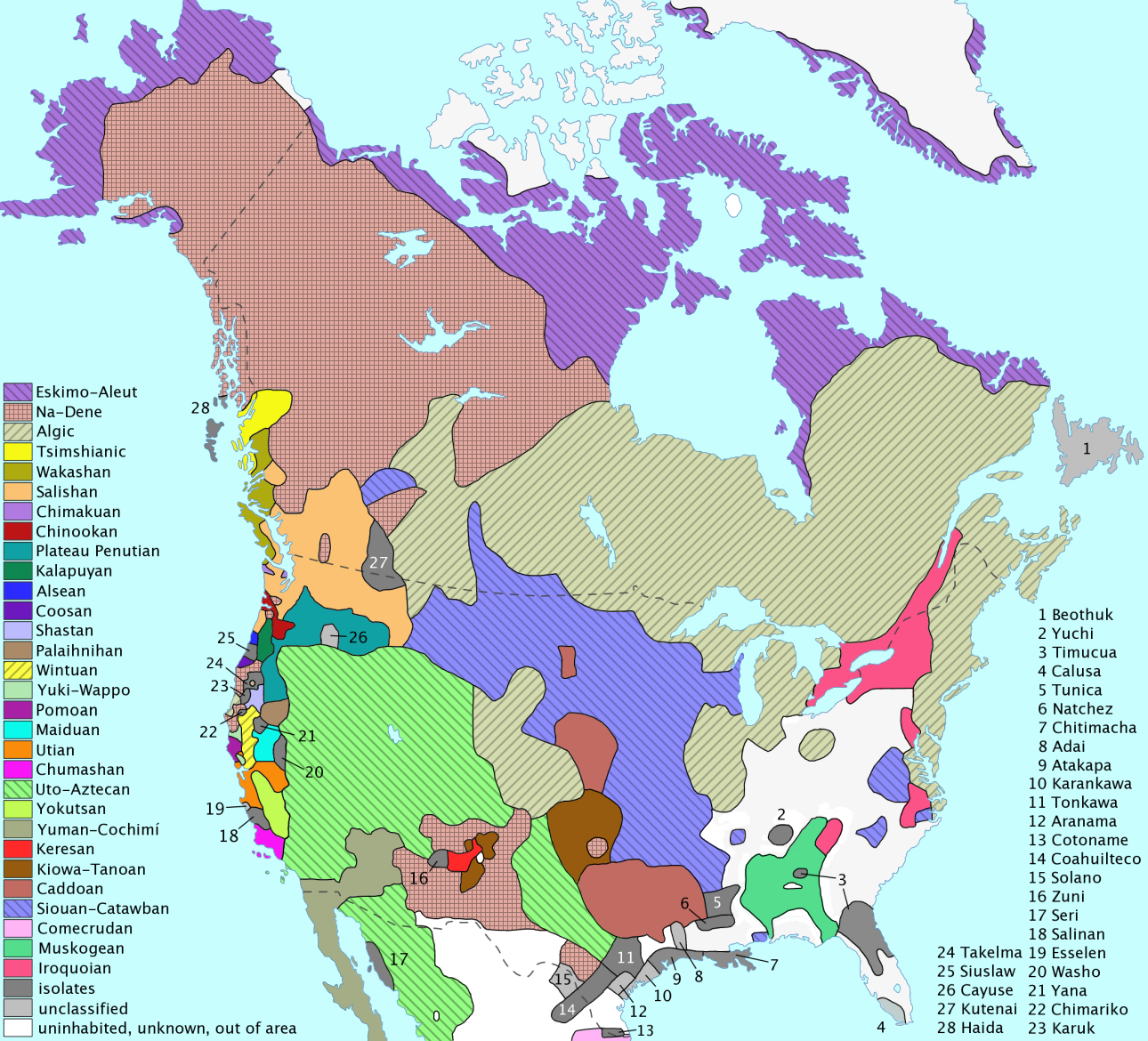
Phân bố của các ngôn ngữ thời kỳ tiền thực dân phía bắc Mexico

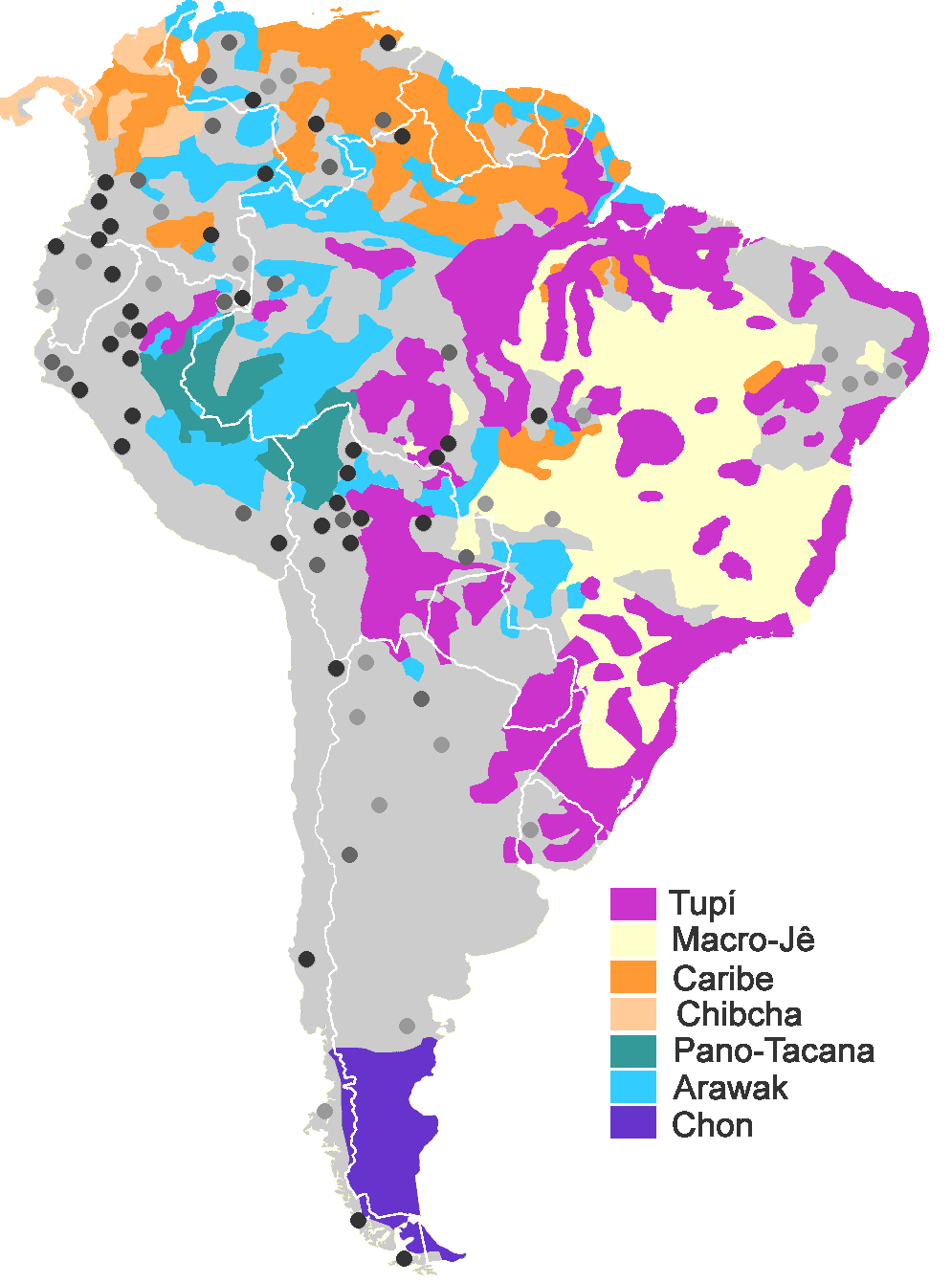
Các ngữ hệ lớn tại Nam Mỹ

| Danh pháp                                   | Số ngôn ngữ hiện tại | Số người nói hiện tại | Phân bố địa lý                 | Ngữ hệ cao hơn được đề xuất                    |  |
| ------------------------------------------- | -------------------- | --------------------- | ------------------------------ | ---------------------------------------------- |  |
| Ngữ hệ Phi-Á                                | 366                  | 499.294.669           | Châu Phi, Á-Âu                 |                                                |  |
| Ngữ hệ Niger–Congo (đề xuất)                | 1.524                | 519.814.033           | Châu Phi                       |                                                |  |
| Nhóm ngôn ngữ Đại Tây Dương-Congo           | 1.453                | 500.000.000           | Châu Phi                       | Niger–Congo                                    |  |
| Ngữ hệ Mande                                | 50                   | 27.003.000            | Châu Phi                       | Niger–Congo                                    |  |
| Ngữ hệ Dogon                                | 19                   | 630.820               | Châu Phi                       | Niger–Congo                                    |  |
| Ngữ hệ Ijoid                                | 10                   | 3.221.650             | Châu Phi                       | Niger–Congo                                    |  |
| Ngữ hệ Ubangi                               | 27                   | 2.500.000             | Châu Phi                       | Niger–Congo                                    |  |
| Ngữ hệ Khoe–Kwadi                           | 12                   | 337.337               | Châu Phi                       | Khoisan (lỗi thời)                             |  |
| Ngữ hệ Kxʼa                                 | 4                    | 104.000               | Châu Phi                       | Khoisan (lỗi thời)                             |  |
| Ngữ hệ Tuu                                  | 2                    | 2.500                 | Châu Phi                       | Khoisan (lỗi thời)                             |  |
| Ngữ hệ Nin-Sahara (đề xuất)                 | 199                  | 53.359.610            | Châu Phi                       |                                                |  |
| Ngữ hệ Berta                                | 3                    | 1.800.000             | Châu Phi                       | Nin-Sahara                                     |  |
| Ngữ hệ Bʼaga                                | 5                    | 253.680               | Châu Phi                       | Nin-Sahara                                     |  |
| Ngữ hệ Fur                                  | 2                    | 786.900               | Châu Phi                       | Nin-Sahara                                     |  |
| Ngữ hệ Kadu                                 | 6                    | 120.600               | Châu Phi                       | Nin-Sahara                                     |  |
| Ngữ hệ Koman                                | 5                    | 94.000                | Châu Phi                       | Nin-Sahara                                     |  |
| Ngữ hệ Kunama                               | 2                    | 244.570               | Châu Phi                       | Nin-Sahara                                     |  |
| Ngữ hệ Kuliak                               | 3                    | 14.070                | Châu Phi                       | Nin-Sahara                                     |  |
| Ngữ hệ Maban                                | 9                    | 1.115.260             | Châu Phi                       | Nin-Sahara                                     |  |
| Ngữ hệ Sahara                               | 10                   | 10.940.500            | Châu Phi                       | Nin-Sahara                                     |  |
| Nhóm ngôn ngữ Songhay                       | 11                   | 3.228.000             | Châu Phi                       | Nin-Sahara                                     |  |
| Ngữ hệ Trung Sudan                          | 65                   | 9.145.280             | Châu Phi                       | Nin-Sahara                                     |  |
| Ngữ hệ Đông Sudan                           | 94                   | 35.692.310            | Châu Phi                       | Nin-Sahara                                     |  |
| Ngữ hệ Ấn-Âu                                | 448                  | 3.237.999.904         | Á-Âu                           |                                                |  |
| Ngữ hệ Tyrseni                              | (3)                  | tuyệt chủng           | Á-Âu                           |                                                |  |
| Ngữ hệ Ural                                 | 37                   | 20.716.457            | Á-Âu                           |                                                |  |
| Ngữ hệ Turk                                 | 35                   | 179.945.933           | Á-Âu                           | Altai (bị bác bỏ)                              |  |
| Ngữ hệ Hurro-Urartia                        | 2                    | tuyệt chủng           | Á-Âu                           |                                                |  |
| Ngữ hệ Tây Bắc Kavkaz                       | 4                    | 1.655.000             | Á-Âu                           | Kavkaz                                         |  |
| Ngữ hệ Đông Bắc Kavkaz                      | 29                   | 4.155.258             | Á-Âu                           | Kavkaz, Alarodian                              |  |
| Ngữ hệ Kartvelia                            | 5                    | 4.850.000             | Á-Âu                           |                                                |  |
| Ngữ hệ Dravida                              | 84                   | 252.807.610           | Á-Âu                           |                                                |  |
| Ngữ hệ Önge                                 | 2                    | 296                   | Á-Âu                           |                                                |  |
| Ngữ hệ Enisei                               | 2                    | 211                   | Á-Âu                           | Dené–Yeniseian (rất khả thi)                   |  |
| Ngữ hệ Yukaghir                             | 2                    | 740                   | Á-Âu                           |                                                |  |
| Ngữ hệ Hán-Tạng                             | 453                  | 1.385.995.195         | Á-Âu                           |                                                |  |
| Ngữ hệ H'Mông-Miền                          | 38                   | 9.332.070             | Á-Âu                           |                                                |  |
| Nhóm ngôn ngữ Siangic                       | 2                    | 3.500                 | Á-Âu                           | Hán-Tạng                                       |  |
| Ngữ hệ Digaro                               | 2                    | 46.000                | Á-Âu                           | Hán-Tạng                                       |  |
| Nhóm ngôn ngữ Kho-Bwa                       | 5                    | 9.000                 | Á-Âu                           | Hán-Tạng                                       |  |
| Ngữ hệ Kra-Dai                              | 94                   | 81.549.828            | Á-Âu                           | Nam Đảo-Tai                                    |  |
| Ngữ hệ Nam Á                                | 169                  | 116.323.040           | Á-Âu                           |                                                |  |
| Ngữ hệ Nam Đảo                              | 1.223                | 325.862.510           | Châu Phi, Á-Âu, Châu Đại Dương | Nam Đảo-Tai                                    |  |
| Ngữ hệ Tungus                               | 11                   | 55.800                | Á-Âu                           | Altai (bị bác bỏ)                              |  |
| Ngữ hệ Mông Cổ                              | 13                   | 7.269.480             | Á-Âu                           | Altai (bị bác bỏ)                              |  |
| Ngữ hệ Triều Tiên                           | 2                    | 77.269.890            | Á-Âu                           | Altai (bị bác bỏ)                              |  |
| Ngữ hệ Nivkh                                | 2                    | 200                   | Á-Âu                           |                                                |  |
| Ngữ hệ Nhật Bản                             | 12                   | 129.240.180           | Á-Âu                           | Altai (bị bác bỏ)                              |  |
| Ngữ hệ Ainu                                 | 3                    | 2                     | Á-Âu                           | Altai (bị bác bỏ)                              |  |
| Ngữ hệ Chukotka-Kamchatka                   | 5                    | 6.875                 | Á-Âu                           |                                                |  |
| Ngữ hệ Liên New Guinea                      | 476                  | 3.540.024             | New Guinea                     |                                                |  |
| Ngữ hệ Baining                              | 6                    | 13.800                | New Guinea                     |                                                |  |
| Ngữ hệ Thượng Tami                          | 15                   | 17.080                | New Guinea                     |                                                |  |
| Ngữ hệ Trung Solomon                        | 4                    | 14.810                | New Guinea                     |                                                |  |
| Ngữ hệ Đông Bird's Head – Sentani (đề xuất) | 8                    | 71.730                | New Guinea                     | Tây Papua mở rộng                              |  |
| Ngữ hệ Oriomo                               | 4                    | 6.760                 | New Guinea                     |                                                |  |
| Ngữ hệ Đông Vịnh Geelvink                   | 12                   | 8.005                 | New Guinea                     |                                                |  |
| Ngữ hệ Fas                                  | 2                    | 2.840                 | New Guinea                     | Left May – Kwomtari, Kwomtari–Fas              |  |
| Ngữ hệ Kwomtari                             | 3                    | 1.510                 | New Guinea                     | Left May – Kwomtari, Kwomtari–Fas              |  |
| Ngữ hệ Lakes Plain                          | 19                   | 8.455                 | New Guinea                     |                                                |  |
| Ngữ hệ Left May                             | 6                    | 2.005                 | New Guinea                     | Left May – Kwomtari                            |  |
| Ngữ hệ Mairasi                              | 3                    | 4.385                 | New Guinea                     |                                                |  |
| Ngữ hệ Nimboran                             | 5                    | 8.500                 | New Guinea                     |                                                |  |
| Ngữ hệ Bắc Bougainville                     | 4                    | 10.020                | New Guinea                     |                                                |  |
| Ngữ hệ Piawi                                | 2                    | 2.600                 | New Guinea                     |                                                |  |
| Ngữ hệ Ramu – Hạ Sepik (đề xuất)            | 32                   | 65.830                | New Guinea                     |                                                |  |
| Ngữ hệ Senagis                              | 2                    | 2.960                 | New Guinea                     |                                                |  |
| Ngữ hệ Sepik (đề xuất)                      | 55                   | 162.704               | New Guinea                     |                                                |  |
| Ngữ hệ Skou                                 | 8                    | 5.665                 | New Guinea                     |                                                |  |
| Ngữ hệ Nam Bougainville                     | 9                    | 68.700                | New Guinea                     |                                                |  |
| Ngữ hệ Tor–Kwerba                           | 24                   | 16.195                | New Guinea                     |                                                |  |
| Ngữ hệ Torricelli                           | 57                   | 113.705               | New Guinea                     |                                                |  |
| Ngữ hệ Liên-Fly – Sông Bulaka (đề xuất)     | 22                   | 16.312                | New Guinea                     |                                                |  |
| Ngữ hệ Yele – Tây New Britain (đề xuất)     | 3                    | 6.550                 | New Guinea                     |                                                |  |
| Ngữ hệ Tây Papua (đề xuất)                  | 23                   | 269.425               | New Guinea                     |                                                |  |
| Ngữ hệ Yuat                                 | 6                    | 7.700                 | New Guinea                     |                                                |  |
| Ngữ hệ Pama–Nyungar                         | 300                  | 23.539                | Úc                             |                                                |  |
| Ngữ hệ Arnhem Land (đề xuất)                | 7                    | 1.811                 | Úc                             |                                                |  |
| Ngữ hệ Bunuban                              | 2                    | 100                   | Úc                             |                                                |  |
| Ngữ hệ Gunwinyguan                          | 5                    | 1.314                 | Úc                             |                                                |  |
| Ngữ hệ Jarrakan                             | 3                    | 130                   | Úc                             |                                                |  |
| Ngữ hệ Limilngan (đề xuất)                  | 1                    | 23                    | Úc                             |                                                |  |
| Ngữ hệ Mirndi                               | 3                    | 261                   | Úc                             |                                                |  |
| Ngữ hệ Nyulnyula                            | 3                    | 94                    | Úc                             |                                                |  |
| Ngữ hệ Nam Daly (đề xuất)                   | 2                    | 1.980                 | Úc                             |                                                |  |
| Ngữ hệ Tangkic                              | 3 hoặc 4             | 73                    | Úc                             |                                                |  |
| Ngữ hệ Wagaydyic                            | 2                    | 5                     | Úc                             |                                                |  |
| Ngữ hệ Tây Daly                             | 3                    | 21                    | Úc                             |                                                |  |
| Ngữ hệ Worrorra                             | 3                    | 108                   | Úc                             |                                                |  |
| Ngữ hệ Eskimo-Aleut                         | 10                   | 108.705               | Bắc Mỹ, Á-Âu                   |                                                |  |
| Ngữ hệ Na-Dené                              | 44                   | 208.552               | Bắc Mỹ                         | Dené-Enisei (rất khả thi)                      |  |
| Ngữ hệ Penutian (đề xuất)                   | 16                   | 3.513                 | Bắc Mỹ                         |                                                |  |
| Ngữ hệ Tsimshian                            | 4                    | 2.910                 | Bắc Mỹ                         | Penutian (tranh cãi)                           |  |
| Ngữ hệ Wakasha                              | 6                    | 710                   | Bắc Mỹ                         |                                                |  |
| Ngữ hệ Salish                               | 25                   | 1.969                 | Bắc Mỹ                         |                                                |  |
| Ngữ hệ Chimakuan                            | 2                    | 3                     | Bắc Mỹ                         |                                                |  |
| Ngữ hệ Chinook                              | 4                    | tuyệt chủng           | Bắc Mỹ                         | Penutian (tranh cãi)                           |  |
| Ngữ hệ Kalapuya                             | 3                    | tuyệt chủng           | Bắc Mỹ                         | Penutian (tranh cãi)                           |  |
| Ngữ hệ Coosan                               | 2                    | tuyệt chủng           | Bắc Mỹ                         | Penutian (tranh cãi)                           |  |
| Ngữ hệ Cao nguyên Penutian                  | 4                    | 145                   | Bắc Mỹ                         | Penutian (tranh cãi)                           |  |
| Ngữ hệ Hokan (đề xuất)                      | 21                   | 7.171                 | Bắc Mỹ                         |                                                |  |
| Ngữ hệ Shastan                              | 4                    | tuyệt chủng           | Bắc Mỹ                         | Hokan (tranh cãi)                              |  |
| Ngữ hệ Palaihnih                            | 2                    | 10                    | Bắc Mỹ                         | Hokan (tranh cãi)                              |  |
| Ngữ hệ Yuki–Wappo (đề xuất)                 | 2                    | tuyệt chủng           | Bắc Mỹ                         |                                                |  |
| Ngữ hệ Pomo                                 | 7                    | 47                    | Bắc Mỹ                         | Hokan (tranh cãi)                              |  |
| Ngữ hệ Wintua                               | 1                    | tuyệt chủng           | Bắc Mỹ                         | Penutian (tranh cãi)                           |  |
| Ngữ hệ Maidua                               | 4                    | 3                     | Bắc Mỹ                         | Penutian (tranh cãi)                           |  |
| Ngữ hệ Yok-Utia (đề xuất)                   | 42                   | 35                    | Bắc Mỹ                         | Penutian (tranh cãi)                           |  |
| Ngữ hệ Utia                                 | 11                   | 18                    | Bắc Mỹ                         | Yok-Utian (rất khả thi)                        |  |
| Ngữ hệ Yokuts                               | 4                    | 50                    | Bắc Mỹ                         | Yok-Utian (rất khả thi)                        |  |
| Ngữ hệ Chumasha                             | 6                    | tuyệt chủng           | Bắc Mỹ                         |                                                |  |
| Ngữ hệ Takic                                | 6                    | 35                    | Bắc Mỹ                         |                                                |  |
| Ngữ hệ Ute-Aztec                            | 58                   | 1.910.442             | Bắc Mỹ                         | Aztec–Tanoan (rất khả thi)                     |  |
| Ngữ hệ Yuman–Cochimí                        | 12                   | 3.710                 | Bắc Mỹ                         | Hokan (tranh cãi)                              |  |
| Ngữ hệ Sioux                                | 14                   | 33.399                | Bắc Mỹ                         |                                                |  |
| Ngữ hệ Algic                                | 41                   | 214.768               | Bắc Mỹ                         |                                                |  |
| Ngữ hệ Keres                                | 2                    | 10.670                | Bắc Mỹ                         |                                                |  |
| Ngữ hệ Kiowa–Tanoan                         | 6                    | 6.000                 | Bắc Mỹ                         |                                                |  |
| Ngữ hệ Caddoa                               | 5                    | 46                    | Bắc Mỹ                         |                                                |  |
| Ngữ hệ Comecruda                            | 3                    | tuyệt chủng           | Bắc Mỹ                         |                                                |  |
| Ngữ hệ Totonac                              | 12                   | 282.250               | Bắc Mỹ                         | Totozoque (rất khả thi)                        |  |
| Ngữ hệ Oto-Mangue                           | 176                  | 1.678.214             | Bắc Mỹ                         |                                                |  |
| Ngữ hệ Mixe–Zoque                           | 17                   | 153.612               | Bắc Mỹ                         | Totozoque (rất khả thi)                        |  |
| Ngữ hệ Tequistlatec                         | 3                    | 5.494                 | Bắc Mỹ                         | Hokan (tranh cãi)                              |  |
| Ngữ hệ Muskogean                            | 6                    | 15.640                | Bắc Mỹ                         | Vịnh (rất khả thi)                             |  |
| Ngữ hệ Maya                                 | 31                   | 6.522.182             | Bắc Mỹ                         |                                                |  |
| Ngữ hệ Xinca                                | (.)                  | tuyệt chủng           | Bắc Mỹ                         | Đại-Chibchan (tranh cãi)                       |  |
| Ngữ hệ Jicaque                              | 2                    | 500                   | Bắc Mỹ                         | Hokan (tranh cãi)                              |  |
| Ngữ hệ Lenca                                | 2                    | tuyệt chủng           | Bắc Mỹ                         | Đại-Chibchan, Hokan (tranh cãi)                |  |
| Ngữ hệ Misumalpa                            | 5                    | 709.000               | Bắc Mỹ                         | Đại-Chibchan, Hokan (tranh cãi)                |  |
| Ngữ hệ Iroquois                             | 9                    | 14.543                | Bắc Mỹ                         |                                                |  |
| Ngữ hệ Arawak                               | 54                   | 699.709               | Bắc Mỹ, Nam Mỹ                 |                                                |  |
| Ngữ hệ Chibchan                             | 20                   | 306.267               | Bắc Mỹ, Nam Mỹ                 | Đại-Chibchan (tranh cãi)                       |  |
| Ngữ hệ Choco                                | 7                    | 114.600               | Bắc Mỹ, Nam Mỹ                 |                                                |  |
| Ngữ hệ Carib                                | 29                   | 67.376                | Bắc Mỹ, Nam Mỹ                 | Je–Tupi–Carib (rất khả thi)                    |  |
| Ngữ hệ Jirajaran                            | 3                    | tuyệt chủng           | Nam Mỹ                         |                                                |  |
| Ngữ hệ Timote                               | (2)                  | tuyệt chủng           | Nam Mỹ                         |                                                |  |
| Ngữ hệ Barbacoan                            | 3                    | 24.800                | Nam Mỹ                         | Đại-Paesan (tranh cãi)                         |  |
| Ngữ hệ Esmeralda–Yaruroan (đề xuất)         | 1                    | 6.000                 | Nam Mỹ                         |                                                |  |
| Ngữ hệ Jivaroan                             | 4                    | 89.630                | Nam Mỹ                         |                                                |  |
| Ngữ hệ Catacaoan                            | (3)                  | tuyệt chủng           | Nam Mỹ                         | Sechura–Catacao (tranh cãi)                    |  |
| Ngữ hệ Chimuan (đề xuất)                    | (3)                  | tuyệt chủng           | Nam Mỹ                         |                                                |  |
| Ngữ hệ Cañari–Puruhá (đề xuất)              | 2                    | tuyệt chủng           | Nam Mỹ                         | Chimuan (tranh cãi)                            |  |
| Ngữ hệ Quechua                              | 45                   | 7.768.820             | Nam Mỹ                         |                                                |  |
| Ngữ hệ Aymara                               | 3                    | 2.808.740             | Nam Mỹ                         |                                                |  |
| Ngữ hệ Uru–Chipaya                          | 2                    | 1.200                 | Nam Mỹ                         |                                                |  |
| Ngữ hệ Huarpe                               | 3                    | ?                     | Nam Mỹ                         |                                                |  |
| Ngữ hệ Araucania                            | 2                    | 262.000               | Nam Mỹ                         |                                                |  |
| Ngữ hệ Chonan                               | (6)                  | tuyệt chủng           | Nam Mỹ                         | Moseten–Chonan, Đại-Panoan (tranh cãi)         |  |
| Ngữ hệ Alacalufan                           | 1                    | 12                    | Nam Mỹ                         |                                                |  |
| Ngữ hệ Guajiboan                            | 5                    | 39.290                | Nam Mỹ                         |                                                |  |
| Ngữ hệ Đại-Puinavean (đề xuất)              | 1                    | 3.000                 | Nam Mỹ                         |                                                |  |
| Ngữ hệ Tiniguan                             | 2                    | 1                     | Nam Mỹ                         |                                                |  |
| Ngữ hệ Kakua-Nukak                          | 2                    | 610                   | Nam Mỹ                         | Đại-Puinavean (tranh cãi)                      |  |
| Ngữ hệ Otomákoan                            | 2                    | tuyệt chủng           | Nam Mỹ                         | Đại-Otomákoan (tranh cãi)                      |  |
| Ngữ hệ Piaroa–Saliban (đề xuất)             | 3                    | 18.630                | Nam Mỹ                         |                                                |  |
| Ngữ hệ Piaroan                              | 2                    | 14.870                | Nam Mỹ                         | Piaroa–Saliban (tranh cãi)                     |  |
| Ngữ hệ Nadahup                              | 4                    | 2.894                 | Nam Mỹ                         | Đại-Puinavean (tranh cãi)                      |  |
| Ngữ hệ Yanomaman                            | 4                    | 31.670                | Nam Mỹ                         |                                                |  |
| Ngữ hệ Arutani–Sape (đề xuất)               | 2                    | 47                    | Nam Mỹ                         | Đại-Puinavean (tranh cãi)                      |  |
| Ngữ hệ Andoque–Urequena (đề xuất)           | 2                    | 370                   | Nam Mỹ                         |                                                |  |
| Ngữ hệ Tucanoan                             | 23                   | 30.308                | Nam Mỹ                         |                                                |  |
| Ngữ hệ Boran                                | 2                    | 1.500                 | Nam Mỹ                         | Bora–Witoto (tranh cãi)                        |  |
| Ngữ hệ Witotoan                             | 7                    | 17.478                | Nam Mỹ                         | Bora–Witoto (tranh cãi)                        |  |
| Ngữ hệ Peba–Yaguan                          | 1                    | 5.700                 | Nam Mỹ                         | Saparo–Yawan (tranh cãi)                       |  |
| Ngữ hệ Záparo                               | 3                    | 90                    | Nam Mỹ                         | Saparo–Yawan (tranh cãi)                       |  |
| Ngữ hệ Tequiraca–Canichana (đề xuất)        | (2)                  | tuyệt chủng           | Nam Mỹ                         |                                                |  |
| Ngữ hệ Hibito–Cholon (đề xuất)              | 2                    | tuyệt chủng           | Nam Mỹ                         |                                                |  |
| Ngữ hệ Cahuapanan                           | 2                    | 10.370                | Nam Mỹ                         |                                                |  |
| Ngữ hệ Ticuna–Yuri (đề xuất)                | 2                    | 48.580                | Nam Mỹ                         |                                                |  |
| Ngữ hệ Panoan                               | 25                   | 48.557                | Nam Mỹ                         | Pano-Tacanan, Đại-Panoan (tranh cãi)           |  |
| Ngữ hệ Tacanan                              | 6                    | 2.982                 | Nam Mỹ                         | Pano-Tacanan, Đại-Panoan (tranh cãi)           |  |
| Ngữ hệ Arawa                                | 8                    | 5.870                 | Nam Mỹ                         |                                                |  |
| Ngữ hệ Katukinan                            | 2                    | 10                    | Nam Mỹ                         | Harákmbut–Katukinan, Đại-Puinavean (tranh cãi) |  |
| Ngữ hệ Harákmbut                            | 2                    | 2.220                 | Nam Mỹ                         | Harákmbut–Katukinan, Đại-Otomákoan (tranh cãi) |  |
| Ngữ hệ Moseten                              | 1                    | 5.320                 | Nam Mỹ                         | Moseten–Chonan, Đại-Panoan (tranh cãi)         |  |
| Ngữ hệ Tupi                                 | 66                   | 5.026.502             | Nam Mỹ                         | Je–Tupi–Carib (rất khả thi)                    |  |
| Ngữ hệ Chapacura                            | 4                    | 2.019                 | Nam Mỹ                         | Wamo–Chapakura (tranh cãi)                     |  |
| Ngữ hệ Mura                                 | 1                    | 360                   | Nam Mỹ                         |                                                |  |
| Ngữ hệ Jabutian                             | 2                    | 40                    | Nam Mỹ                         | Đại-Jê (tranh cãi)                             |  |
| Ngữ hệ Katembri–Taruma (đề xuất)            | 1                    | 10                    | Nam Mỹ                         |                                                |  |
| Ngữ hệ Nambikwaran                          | 6                    | 1.068                 | Nam Mỹ                         |                                                |  |
| Ngữ hệ Bororoan                             | 3                    | 1.392                 | Nam Mỹ                         | Đại-Jê (tranh cãi)                             |  |
| Ngữ hệ Zamucoan                             | 2                    | 5.900                 | Nam Mỹ                         |                                                |  |
| Ngữ hệ Maskoy                               | 6                    | 20.728                | Nam Mỹ                         |                                                |  |
| Ngữ hệ Mataco                               | 7                    | 60.280                | Nam Mỹ                         | Mataco–Guaicuru (tranh cãi)                    |  |
| Ngữ hệ Guaicuruan                           | 4                    | 49.350                | Nam Mỹ                         | Mataco–Guaicuru (tranh cãi)                    |  |
| Ngữ hệ Lule–Vilela (đề xuất)                | 2                    | 10                    | Nam Mỹ                         |                                                |  |
| Ngữ hệ Đại-Jê (đề xuất)                     | ?                    | 51.093                | Nam Mỹ                         | Je–Tupi–Carib (rất khả thi)                    |  |
| Ngữ hệ Jê                                   | 16                   | 56.060                | Nam Mỹ                         | Đại-Jê, Je–Tupi–Carib (rất khả thi)            |  |
| Ngữ hệ Charrúa                              | (10)                 | tuyệt chủng           | Nam Mỹ                         |                                                |  |
| Ngữ hệ Kamakã                               | 4                    | tuyệt chủng           | Nam Mỹ                         | Đại-Jê (còn tranh cãi)                         |  |
| Ngữ hệ Maxakalían                           | 5                    | 1.270                 | Nam Mỹ                         | Đại-Jê (tranh cãi)                             |  |
| Ngữ hệ Krenak                               | 3                    | 10                    | Nam Mỹ                         | Đại-Jê (tranh cãi)                             |  |
| Ngữ hệ Puria                                | 2                    | tuyệt chủng           | Nam Mỹ                         | Đại-Jê (tranh cãi)                             |  |
| Ngôn ngữ phụ trợ quốc tế                    | 49                   | 2.000.000             | Toàn cầu ?                     |                                                |  |